# Triple crimen de General Rodríguez
El triple crimen de General Rodríguez hace referencia al asesinato de los empresarios farmacéuticos Sebastián Forza, Damián Ferrón y Leopoldo Bina, que fueron hallados en aquella localidad de la provincia de Buenos Aires. El crimen tuvo lugar en agosto de 2008, el caso tiene vínculos con el tráfico ilegal de efedrina.

## Hechos
El 7 de agosto de 2008, se denunció la desaparición de los empresarios Sebastián Forza, Damián Ferrón y Leopoldo Bina. Se habían reunido en un supermercado en Sarandí, partido de Avellaneda, Buenos Aires. Fueron encontrados en General Rodríguez el 13 de agosto. Tenían disparos y quemaduras, y había evidencia de torturas recientes.
La viuda de Forza aseguró que se trataba de un mensaje mafioso y que su esposo pagaba $250.000 pesos a "La Morsa". El seudónimo corresponde a una persona no identificada. Forza era el único que había manifestado temor antes del secuestro. Estaba preocupado porque había sido amenazado por otro joven empresario, que actualmente tiene una causa abierta por tráfico de drogas ilícitas a los Estados Unidos. Ibar Esteban Pérez Corradi había sido denunciado por Sebastián Forza meses antes del asesinato. 
La farmacia de José Luis Salerno, un antiguo socio de Ferrón, había cerrado. Forza y Ferrón proveían un laboratorio en Ingeniero Maschwitz para la manufactura de drogas ilegales que luego se exportaban a México. Días antes Forza había dicho a su mujer que Corradi lo quería matar. Aparentemente, no le había devuelto una importante suma de dinero que le había prestado. Siempre se sospechó que esa plata era para comprar efedrina, un precursor químico que se utiliza para la elaboración de drogas sintéticas.
La importación de la efedrina había sido restringida meses atrás, limitando sus operaciones.[cita requerida]
Cristian Lanatta, Martín Lanatta, Víctor Schilacci y Marcelo Schilacci fueron detenidos y condenados a cadena perpetua por los asesinatos. Ibar Pérez Corradi continuó prófugo hasta el 19 de junio de 2016, cuando fue detenido en la triple frontera de Paraguay.
Una semana antes de las elecciones de 2015 Jorge Lanata (sin vínculos con los Lanatta) dijo que Aníbal Fernández era "La Morsa". Sin embargo, días después ya ante la justicia, Salerno dijo no tener datos sobre ello. Martín Lanatta, uno de los tres condenados negó conocer a Fernández. "No lo conozco, no tengo trato con él. La única coincidencia es que somos de Quilmes", "Soy víctima de una operación política", esgrimió y apuntó directamente a Elisa Carrió como parte de una campaña para ensuciar a su entonces rival político. Mariela Juncal, esposa de Martín Lanatta, aseguró que su marido "jamás" nombró a Aníbal Fernández durante los quince años de matrimonio, ni se había hablado de ningún apodo conocido como Morsa.
Aníbal Fernández, candidato a gobernador de Buenos Aires, afirmó que se trataba de una operación mediática del PRO llevada adelante por María Eugenia Vidal para ganar las elecciones en la provincia. Finalmente, tras conocerse los resultados sobre la victoria de Vidal, los guardiacárceles abrieron la celda de Martín Lanatta para celebrar la victoria de Vidal, llegando a abrazarse con los detenidos. La esposa de uno de los condenados afirmó no saber porque mentían. Pocos días después de asumir María Eugenia Vidal, rival de Aníbal Fernández, como gobernadora, la custodia de los Lanatta fue levantada. Los Lanatta y Schillaci fueron trasladados al área de Sanidad del penal, para quedar alejados del resto de la población penal, su custodia integrada por oficiales mayores del SPB fue levantada. Fernández apuntó al equipo de Periodismo para todos y señaló que  el escape de los acusados por el triple crimen es un "cobro" recibido por intentar involucrarlo. "Un asesino mató a tres pibes y está prófugo porque cobró un favor".
"Me enlodaron de la mejor manera que pudieron para intentar sacar una ventaja electoral. Todos sabíamos que para hacer semejante cosa algo iba a cobrar. Todos suponíamos que era guita. No. Era guita y esto que pasó ahora", apuntó Fernández. Fernández acusó a Vidal de liberar a los asesinos, "Liberó a tres homicidas narcos que le dieron una mano para ganarme. La diputada de Proyecto Sur Victoria Donda también señaló como responsable de la fuga a María Eugenia Vidal. También fueron señalados los vínculos del entonces esposo de María Eugenia Vidal, Ramiro Tagliaferro, con personajes vinculados al narcotráfico a los que sumó a su gobierno.

## Fugas
En la madrugada del 26 de diciembre de 2015 los hermanos Lanatta y Víctor Schillaci se fugaron de un penal de alta seguridad en General Alvear, meses después de haber dado la entrevista.

### En la zona de Ranchos
En la madrugada del 31 de diciembre los prófugos atacaron con armas largas a dos policías que se encontraban realizando un control de tránsito en la ruta provincial 20 en la localidad de Ranchos. Filmaciones difundidas permitieron ver que uno de los agentes trata de avisar al vehículo para que simplemente disminuya su velocidad. Allí, el vehículo para, se bajan dos de los prófugos y comienzan a disparar. Los agentes fueron trasladados a un hospital de Villa Crespo. Un agente fue baleado en el abdomen, quedando en estado crítico, mientras que la mujer policía fue herida en las piernas. Tras el tiroteo, comenzó un operativo de búsqueda en los alrededores de Chascomús y Ranchos en vísperas de año nuevo.
Al mismo momento de los operativos, se detuvo a un agente penitenciario por complicidad en la fuga y a un empresario amigo de los prófugos que los recibió en su casa en el partido de Florencio Varela horas después de la fuga.

### En la zona de San Carlos
El 7 de enero de 2016 a las 7:00 de la mañana los prófugos (hermanos Lanatta y Schillaci) se balearon con efectivos de gendarmería nacional, resultando heridos dos gendarmes. Este hecho sucedió en un campo dentro de la jurisdicción de San Carlos Sud, entre esta localidad y Gessler, en el centro de la Provincia de Santa Fe. Los prófugos lograron escapar de este tiroteo pero cerca de las 8:30 de la mañana se produjo otro tiroteo contra oficiales en las cercanías de las piletas de tratamientos de sustancias cloacales de la ciudad de San Carlos Centro. Estas piletas también se encuentran en la cercanía de otros dos pueblos, San Agustín y San Carlos Norte. Nuevamente los prófugos lograron escapar.
Desde entonces se armó un operativo con entre la Gendarmería Nacional, Policía de Seguridad Aeroportuaria, Policía Federal, Policía de la Provincia de Santa Fe, policías locales de los pueblos de la zona de búsqueda, miembros del grupo de élite Halcón, cuatro helicópteros, y demás efectivos de seguridad, y más de 600 unidades.
Se estableció como base de operaciones al Centro de Exposición y Ventas de San Carlos Centro. El operativo de búsqueda se realizó dentro de un radio de 35 kilómetros a la redonda de San Carlos pero principalmente en el cuadrado formado entre las localidades de San Carlos Norte, San Carlos Sud, San Agustín y Matilde. La población dentro de este radio no supera los 50.000 habitantes y se caracteriza por ser una zona totalmente llana, sin ondulaciones y dedicada casi totalmente a la actividad agropecuaria a excepción de alguna zona de pequeñas lagunas y cañadas.
La noticia y el seguimiento de los hechos tuvo altísima importancia nacional en todos los medios del país, quienes transmitieron de manera directa desde la zona de búsqueda, siendo una de los acontecimientos policiales de la Argentina más importantes del siglo XXI.[cita requerida]

### En la Ciudad de Santa Fe
Tras el tiroteo con la Gendarmería, los tres prófugos secuestraron y llevaron de rehén a un ingeniero agrónomo y le robaron una camioneta Volkswagen Amarok que luego apareció con un ploteado de la Gendarmería para simular ser un vehículo oficial de esta fuerza. Los prófugos lograron evadir controles y llegaron hasta la ciudad de Santa Fe, capital provincial, en donde durmieron y comieron durante 48 horas en el departamento del ingeniero. Dicho departamento se encuentra ubicado en la calle San Jerónimo, cerca de su intersección con calle Suipacha.

### En la zona de Cayastá y Helvecia
En las primeras horas del 9 de enero de 2016 Martín Lanatta sufrió un vuelco en la camioneta Amarok en la ruta provincial 62 y fue detenido en las cercanías de la ciudad de Cayastá. Los otros dos condenados seguían prófugos, pese a informes iniciales oficiales de su detención por parte de las autoridades nacionales, provinciales, y de todas las fuerzas de seguridad. Incluso el presidente Mauricio Macri felicitó en las redes sociales a todos ellos por las capturas. Cinco horas más tarde, tras el anuncio oficial de la policía de Santa Fe y del jefe de la Policía Federal Argentina, la ministra de seguridad de la Nación, Patricia Bullrich, desmintió la captura de los tres prófugos y denunció que le habían dado pistas falsas al gobierno.
Según informes, tras el vuelco de la camioneta a la madrugada, los tres hombres llegaron caminando a un campo donde robaron una camioneta Toyota Hilux. Dicho vehículo apareció más tarde abandonado en un canal de riego en Colonia Campo del Medio. Luego prosiguieron a pie. En ese momento, Martín Lanatta llegó a una vivienda rural donde pidió agua para beber. Allí el dueño del lugar dio aviso a la policía, y Lanatta se entregó sin resistencia. Fue trasladado por la noche al penal de Ezeiza.
Durante el 10 de enero, aumentaron los rastrillajes en los alrededores de Cayastá y la cercana localidad de Helvecia. Las fuerzas de seguridad llegaron a recorrer casa por casa, hoteles y cabañas, e incluso un aserradero y el río San Javier. Para el operativo de búsqueda es estableció un despliegue por tierra, aire y agua, en un radio de 20 kilómetros entre las comunas de Cayastá y Helvecia, incluyendo al paraje de Campo del Medio.
En la mañana del 11 de enero, un empleado de un molino arrocero ingresa al campo donde trabaja (a varios metros del sitio de la primera detención) acompañado de la policía. Allí es tomado como rehén y rescatado rápidamente, deteniendo a los dos prófugos restantes Cristian Lanatta y Víctor Schillaci. Fueron trasladados a la comisaría de Helvecia.